# 藏黄芩
藏黄芩（学名：Scutellaria tibetica）为唇形科黄芩属下的一个种。

## 扩展阅读
- 維基物種上的相關：藏黄芩